# Wilhelm F. Rabe
Wilhelm Friedrich Karl Rabe (* 5. Juni 1893 in Breslau; † 1. April 1958 in München) war ein deutscher Astronom.

## Leben
Nach dem 1912 bestandenen Abitur begann Rabe an der Breslauer Universität das Studium der Astronomie, das er, bedingt durch den Ersten Weltkrieg und eine Lehrstuhlvakanz, erst 1921 abschloss. Er wurde mit einer Dissertation über die exakte Bahnbestimmung von Castor promoviert.
Er ging 1927 als Assistent an die Sternwarte Bogenhausen in München. Dort erfolgten 1928 seine Habilitation, 1934 die Ernennung zum Observator und außerplanmäßigen Professor und von 1935 bis 1946 die Leitung der Sternwarte. Rabe galt als überzeugter Nationalsozialist, seine Nachfolge Wilkens als Direktor der Sternwarte wurde vom Reichsministerium für Wissenschaft, Erziehung und Volksbildung vorgeschlagen und durchgesetzt. Am 1. April 1958 kam er durch einen Verkehrsunfall durch einen außer Kontrolle geratenen Lastwagenanhänger ums Leben.
Zu seinen wissenschaftlichen Leistungen zählen Verbesserungen in der Methodik der Bahnbestimmungen von Doppelsternen sowie Methoden der fotografischen Messung von Doppelsternen. Er wurde bereits 1950 wieder als Mitglied in die Internationale Astronomische Union aufgenommen. Der Marskrater Rabe ist nach ihm benannt. Mit Hilfe der Beobachtungen des Asteroiden (433) Eros konnte Rabe 1954 die 1873 von Johann Gottfried Galle mit Messungen am Asteroiden (8) Flora bestimmte Astronomische Einheit genauer bestimmen und kam auf einen Wert von 149,531 Millionen Kilometer. Dieser Wert konnte 1961 mit Hilfe von Radarbeobachtungen des Planeten Venus geringfügig verbessert werden.